# 西部駅
西部駅（ソブえき、朝鮮語: 서부역）は、朝鮮民主主義人民共和国平安北道朔州郡にある駅であり、平北線に属する。 

## 歴史
- 1939年9月27日：朔州駅として開業[1]。
- 日時不明：西部駅に改称。

## 隣の駅
平北線
豊年駅 - 西部駅 - 板幕駅